# 松本秀房
松本 秀房（まつもと ひでふさ、1944年10月27日 - ）は、熊本県を登録地としていた元競輪選手。日本競輪学校第17期生。親戚の多くも競輪選手。親戚はアトランタオリンピック競輪元監督の松本秀人など。

## 来歴
九州学院高校時代の1962年、びわこ競輪場（以下、びわこ）で行われた全国高等学校総合体育大会自転車競技大会・ポイントレースで優勝。
1963年7月13日、小松島競輪場でデビューし初勝利。その後の2戦も勝ち、デビュー場所で完全優勝。
1966年
- 第1回秩父宮妃賜杯競輪（西武園競輪場） 3位。
- 高松宮賜杯競輪（びわこ）では、優勝した宮路雄資に次いで2位に入り、熊本県勢のワンツーを決め、同大会決勝戦史上初の連勝単式における万車券配当をもたらした。
- 競輪祭・新鋭王座戦（小倉競輪場、以下 小倉）を優勝。

1969年
- 高松宮賜杯（びわこ） 3位
- 競輪祭・競輪王戦（小倉）3位

1995年
- 5月15日、高知競輪場で通算400勝を達成。

2002年7月31日選手登録削除。通算成績3128戦416勝。